# Northrop Grumman B-21 Raider
Le Northrop Grumman B-21 Raider est un bombardier stratégique américain en cours de développement par Northrop Grumman pour l'United States Air Force (USAF). Dans la lignée du Northrop B-2 Spirit, le B-21 doit le remplacer ainsi que le Rockwell B-1 Lancer, le Boeing B-52 Stratofortress devant rester en service à ses côtés.

## Conception et production

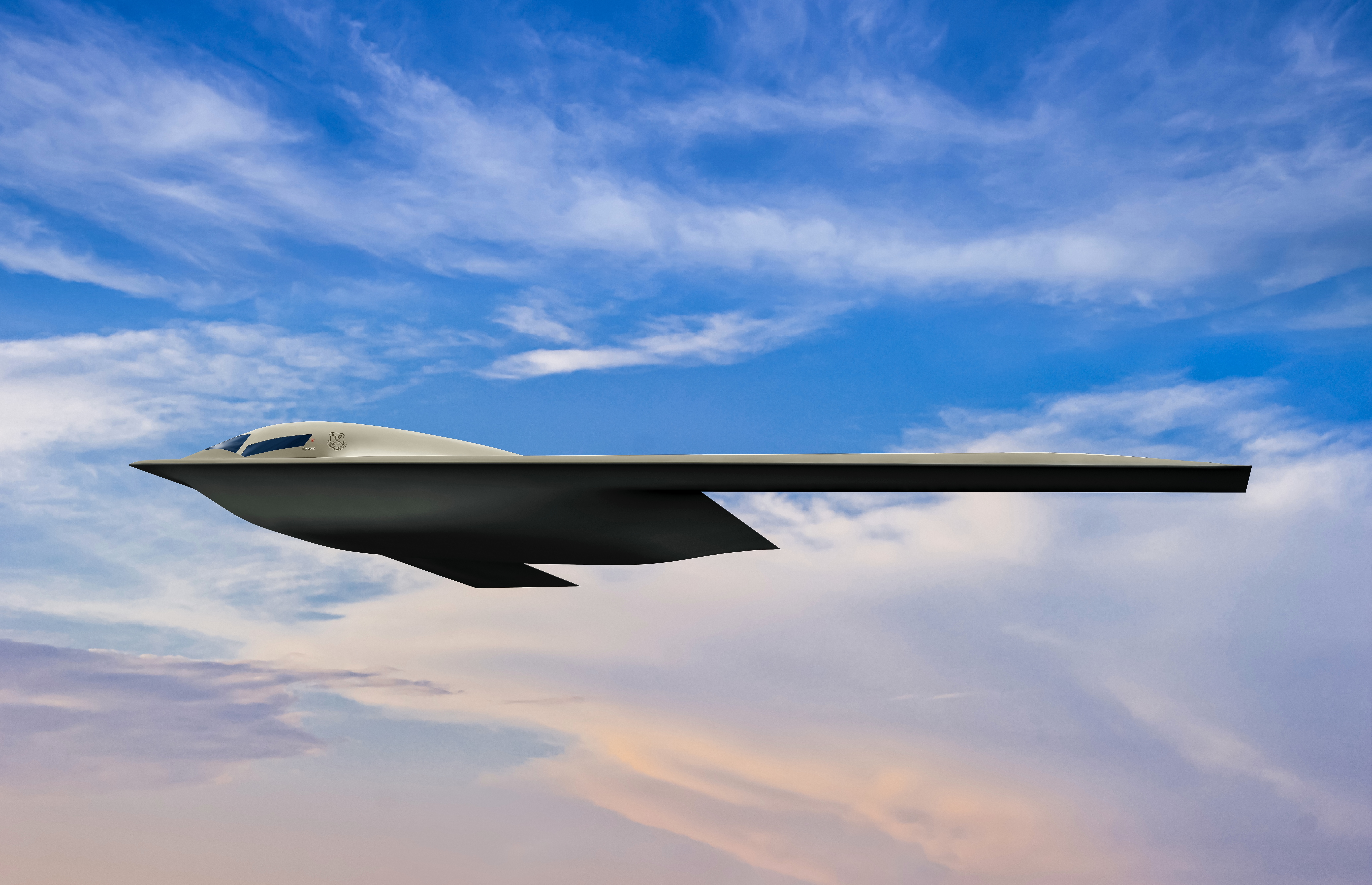
Vue d'artiste du B-21 Raider dévoilée en juillet 2021.

Ce bombardier stratégique à long rayon d'action, conçu dans le cadre du programme Long Range Strike Bomber (LRS-B), est destiné à être un avion furtif capable de transporter des charges utiles lourdes, en particulier des armes thermonucléaires,, dont la bombe B61. 
L'appel d'offres visant à développer l'avion est lancé en juillet 2014. Le contrat de développement est attribué à Northrop Grumman en octobre 2015. Le programme de développement de l'appareil est évalué à 21,4 milliards de dollars et l'ensemble du projet doit initialement coûter un total de 80 milliards de dollars,,. Selon Bloomberg, 5 ans plus tard, le coût total du programme sur 30 ans devrait s'élever à 203 milliards de dollars. L'inflation liée au contexte international des années covid et guerre en Ukraine font peser de grandes incertitudes sur l'augmentation de ces chiffres. Kathy Warden, DG de Northrop indique qu'elle ne pense pas que l'entreprise gagnera d'argent sur ce programme en l'état actuel des choses. Le B-21 doit remplacer le Northrop B-2 Spirit et le B-1 Lancer.
Lors du Air Warfare Symposium de 2016, le LRS-B a été officiellement désigné comme B-21, le premier bombardier américain du XXIe siècle,. La Secrétaire à la Force aérienne des États-Unis, Deborah Lee James, a déclaré que le B-21 est une plateforme d’attaque de précision de « cinquième génération », qui donnera la capacité aux États-Unis de faire face aux menaces futures. Tom Jones, le président de Northrop le qualifie de premier avion de 6e génération dans le monde.
Le Global Strike Command prévoit une commande minimum d'une centaine d'unités et prévoit à terme quelque 175 à 200 bombardiers en service puisqu'il doit y avoir au moins dix escadrons opérationnels de douze avions pour soutenir 10 forces aériennes expéditionnaires, ainsi qu'un nombre important d'appareils pour la formation et la réserve d'attrition. Au mois de janvier 2021, il est indiqué que les premiers appareils opérationnels sont attendus vers 2026/2027.
Le 9 mars 2016, on[Qui ?] annonce qu'il sera motorisé par Pratt & Whitney. Selon les termes du communiqué, six autres sociétés « travailleront sur la cellule ou les systèmes de mission » : BAE Systems, GKN Aerospace, Janicki Industries, Orbital ATK, Rockwell Collins et Spirit AeroSystems (qui travaille sur l'aile). L'US Air Force se refuse à donner plus de détails sur les pièces ou éléments que chaque entreprise produira. L'avion sera assemblé à Melbourne (Floride).
En septembre 2016, le B-21 est officiellement nommé « Raider » en l'honneur du raid de Doolittle et sur proposition de pilotes. Le dernier survivant du raid, Richard E. Cole, est présent à la cérémonie de baptême.
Le premier vol de l'avion est, en date de juillet 2019, officiellement attendu pour décembre 2021,. En janvier 2021, il est reporté à mi-2022 et l'on annonce que le second prototype est en cours de construction. En septembre 2021, on annonce que cinq appareils d'essai sont sur la ligne de production de la Air Force Plant 42, une usine située sur la base aérienne Edwards, en Californie. Des images d'artistes rendues publiques le 31 janvier 2020 montrent deux prises d'air NACA, un profil en « bec de faucon » et un train d’atterrissage principal à deux roues.
Le 2 décembre 2022, l'US Air Force dévoile l'avion depuis la Air Force Plant 42.

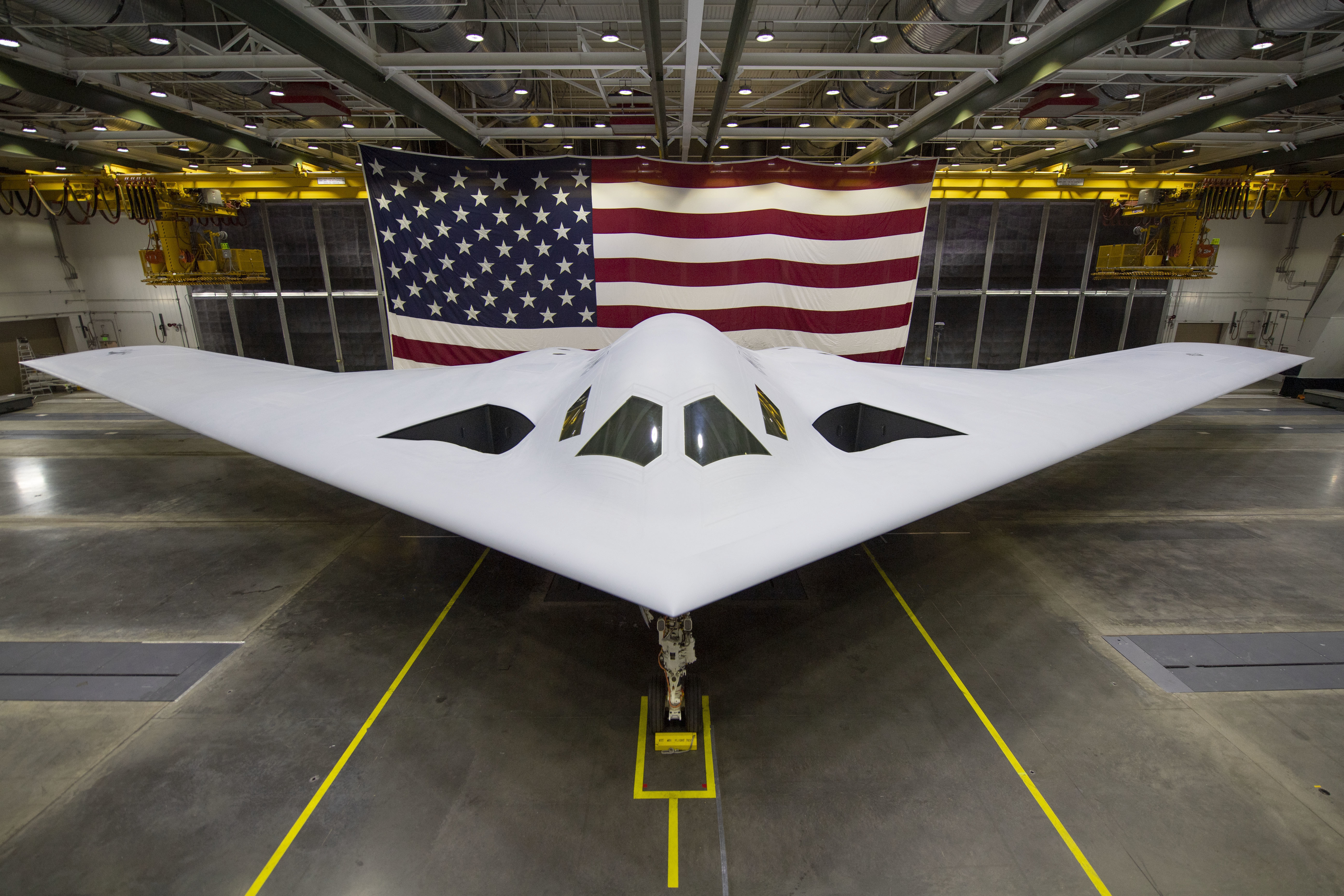
Présentation du premier B-21 le 2 décembre 2022.

Le 10 novembre 2023, il effectue son premier envol depuis la Air Force Plant 42. Ce premier exemplaire est baptisé « Cerberus ». Selon plusieurs sources[Lesquelles ?], les autres appareils reprendront les noms issus de la mythologie grecque tels que Chimère, Méduse, Hydra, Minotaure. En mai 2024, des images des essais en vol sont diffusées sur les médias sociaux, selon l'US Air Force les tests en vol se passent bien.

## Service
En 2019, on[Qui ?] annonce que le 28th Bomb Wing, stationné a Ellsworth Air Force Base dans le Dakota du Sud, sera la première unité d’entraînement opérationnelle équipée de B-21 dans la seconde moitié des années 2020. Les bases de Whiteman et Dyess AFB devraient également recevoir des B-21 opérationnels lorsqu'ils seront disponibles. Celle de Dyess, où est stationnée la 7th Bomb Wing, accueillera l'escadron d'essais et de tests d'armement.

## Opérateur
États-Unis
- United States Air Force